# Lobotomía
La lobotomía (del griego lobo-, 'lóbulo', y -tomíā, 'incisión quirúrgica') es la incisión quirúrgica practicada en el lóbulo de un órgano o de una glándula.
No confundir con lobectomía —la extirpación quirúrgica del lóbulo de un órgano o de una glándula—, ni con leucotomía —la sección quirúrgica de las fibras nerviosas de la sustancia blanca cerebral que conectan una parte de la corteza cerebral con el resto del encéfalo—.

## Tipos
Se denominan según el órgano o glándula seccionado:
- Lobotomía cerebral: es la incisión quirúrgica en un lóbulo cerebral
- Lobotomía hepática
- Lobotomía pulmonar
- Lobotomía tiroidea